# Smithia salsuginea
Smithia salsuginea es una especie de planta floral del género Smithia, categorizada en la tribu Dalbergieae, de la subfamilia Faboideae.

## Distribución
Especie nativa de Asia: China, India y Birmania. Crece en el bioma tropical.

## Taxonomía
Fue descrita por Henry Fletcher Hance.
Tratamiento taxonómico
La especie aparece registrada y publicada en Journal of Botany, British and Foreign 7: 164 (1869).